# Uttar Latabari
Uttar Latabari é uma vila no distrito de Jalpaiguri, no estado indiano de Bengala Ocidental.

## Demografia
Segundo o censo de 2001, Uttar Latabari tinha uma população de 14 447 habitantes. Os indivíduos do sexo masculino constituem 51% da população e os do sexo feminino 49%. Uttar Latabari tem uma taxa de literacia de 69%, superior à média nacional de 59,5%: a literacia no sexo masculino é de 75% e no sexo feminino é de 62%. Em Uttar Latabari, 11% da população está abaixo dos 6 anos de idade.